# فيكتوريا غوتي
فيكتوريا غوتي (بالإنجليزية: Victoria Gotti)‏ هي كاتِبة أمريكية، ولدت في 27 نوفمبر 1962 في بروكلين في الولايات المتحدة.

## وصلات خارجية
- فيكتوريا غوتي على موقع IMDb (الإنجليزية)
- فيكتوريا غوتي على موقع إن إن دي بي (الإنجليزية)
- فيكتوريا غوتي على موقع قاعدة بيانات الفيلم (الإنجليزية)